# بروژتس (استان اوپوله)
بروژتس (به لهستانی:  Brożec) یک روستا در لهستان است که در گمینا والتسه واقع شده‌است.